# ABCお笑い新人グランプリ
ABCお笑い新人グランプリ（エービーシーおわらいしんじんグランプリ）は、1980年から2011年まで開催されていた朝日放送主催のお笑いコンクール。2012年からは当大会をリニューアルした「ABCお笑いグランプリ」が開催されている。

## 概要と歴史
本大会の始まりは1980年3月15日に朝日放送が創立30周年を記念して放送された番組「朝日放送創立30周年記念スペシャルワイド第1部 ABC漫才・落語新人コンクール」としてABCホールから生放送された。最優秀新人賞は漫才の部で前田一球・写楽、審査員奨励賞に海原さおり・しおり、落語の部では桂雀三郎が受賞している。翌年の1981年から1988年まで「ABC漫才・落語新人コンクール」というタイトルで放送されていたが1989年の第10回大会から、名称と授賞スタイルを標記のものに改めた。
2011年まで毎年成人の日に開催されていたが、2012年に『ABCお笑いグランプリ』にリニューアルし、これまでの出場資格や大会形式も大きく変更された。

## 出場資格
当初の出場資格は、関西地方で活動している芸人に限られ、コンビ結成5年以内（2年以上という条件があった時期もあった）、落語家・講談師は初舞台より10年以内。過去の最優秀新人賞受賞者はエントリー資格を失う、以前は優秀新人賞や審査員特別賞受賞者もエントリー出来なかったが、後述の通りその規定は廃止された。
しかし参加制限があった時代も、1例の特例があり、第17回大会（1996年）に審査員特別賞を受賞した高僧・野々村は、審査員判断で翌年以降にも参加資格が与えられた。
第30回大会（2009年）より、このルールが変更され、最優秀新人賞受賞者のみがエントリー資格を失うことになったため、第28回大会（2007年）に優秀新人賞を受賞したいがわゆり蚊と、審査員特別賞を受賞した恋愛小説家、第29回大会（2008年）に優秀新人賞を受賞した銀シャリが予選にエントリーし、3組とも決勝大会に選考された。
その後、銀シャリは第29回大会（2008年）、第30回大会（2009年）、第31回大会（2010年）と3年連続で最終決戦3組に残るという記録を残している。
また第15回大会（1994年）において受賞は逃したが、審査員の評価が高かった誉が、翌年の決勝大会への予選免除の特典が与えられたことがあった。

## 賞金
最優秀新人賞の賞品が2006年の第27回大会から、それまでの50万円と海外旅行から、倍の100万円と海外旅行になった（受賞者はとろサーモン)。2010年の第31回大会からは優秀新人賞が廃止され、最終決戦で敗退した二組への賞金30万円とトロフィーなどの記念品の贈呈が無くなった。その代わりに審査員特別賞の賞金が、10万円より20万円に増額された。2011年は優秀新人賞が復活し、10万円の賞金が贈られることになり、審査員特別賞の賞金も10万円に戻されることとなった。
以前は予選を通過して決勝進出を決めた組には、新人賞として賞金10万円と記念のトロフィーが贈られていたが、2006年には賞金が廃止、2007年には新人賞扱い自体が廃止となり、トロフィーの贈呈も行われなくなった。

## 審査方法
審査方法は基本的に審査員5人による合議制によるが、第17回から第19回の5人の著名人からなる特別審査員と一般審査員の合計点数を出す形で行われたこともあった。以前は出場者が1回ずつのネタ披露のみで、最優秀新人賞が1組、優秀新人賞が2組、審査員特別賞が1組もしくは2組が選出された。しかし後に同局で後に放送されるM-1グランプリと同じ番組構成に変更となり、まず一回戦を行って、上位3組を選出した後に最終決戦を行い、その勝者を最優秀新人賞、敗れた2組を優秀新人賞とし、審査員特別賞は最終決戦に残れなかった七組の中から選出、という方式に改められた。
第17回から第19回大会まで、著名人による特別審査員投票に加えて一般審査員による投票も加味されたが、特別審査員に高評価だったコントーズや、アメリカザリガニが最終決戦に残らず、人気投票になっているという批判もあり廃止された。

## 備考
これまでに最優秀新人賞を受賞したのは、宮川大助・花子、桂雀々、トミーズ、ダウンタウン、桂小枝、ナインティナイン、ますだおかだ、中川家、フットボールアワー、キングコング、千鳥、鎌鼬（かまいたち）など、関西最大の若手登竜門の賞レースとなっている。
一方で、大賞受賞者の中にはヤンキース、月亭かなめ・ぜんじろう、TEAM-0、やるじゃねぇかーずなど、受賞後2～3年で解散に至ってしまうコンビが続出していた時期があった。また130R、ティーアップ、雨上がり決死隊など、事前の大本命コンビが最優秀新人賞を逃すことが多いことも、当時は注目されることが多かったが、受賞を逃した中にもよゐこ、陣内智則、メッセンジャー、チュートリアル、ブラックマヨネーズ、ジャルジャル等、登竜門にふさわしい難関であった。
司会者は2007年の第28回までは桂三枝（現・六代目桂文枝）が担当していたが年齢ギャップを理由に自ら辞退。代わって翌年の2008年の第29回大会以降は藤井隆が担当する事になった。なお、この年の三枝は総合司会の立場となり、ゲームコーナーの司会に廻っていたが、2009年からは総合司会やコーナー出演からも完全に降板した。
2009年より、予選で惜しかった芸人、本戦向きではないが、短いネタ時間なら輝く芸人が出演する、1分ネタ披露の「あいはらコレクション」（司会進行・メッセンジャーあいはら）のコーナーが設定され、ヒューマン中村やおいでやす小田などが出演した。
2011年まで毎年成人の日に開催されていたが、2012年は1月下旬の開催となり、『ABCお笑いグランプリ』に大会名称が変更された上で、大会要綱が大幅に変更され、賞金の増額、芸歴や活動地域などの条件が大幅に緩和される事となった。

## 歴代受賞者／本選進出者（第32回大会まで）
| 第1回 1980年  | 前田一球・写楽         | 桂雀三郎                             | 海原さおり・しおり                                       | 【漫才の部】 松みのる・杉ゆたか 青芝金太・紋太 【落語の部】 ?                                            | |                                                                     |
| 第2回 1981年  | ミヤ蝶美・蝶子         | 桂雀々                               | 桂文福                                                   | 【漫才の部】 ? 【落語の部】 ?                                                                            | |                                                                     |
| 第3回 1982年  | 宮川大助・花子         | 笑福亭鶴志                           | やすえ・やすよ                                           | 【漫才の部】 大空テント・幸つくる 横山アラン・ドロン 前田犬千代・竹千代 【落語の部】 桂小春 桂吉朝       | |                                                                     |
| 第4回 1983年  | トミーズ               | 桂都丸                               | 桂雀司                                                   | 【漫才の部】 歌メリ・マリ 中田新作・優作 前田犬千代・竹千代 ? 【落語の部】 桂小春 桂小枝 ?               | |                                                                     |
| 第5回 1984年  | ダウンタウン           | 桂小枝                               | ハイヒール                                               | 【漫才の部】 ちゃらんぽらん 銀次・政二 翔と遊 中田八作・草井毛平 東秀典・佑典 【落語の部】 桂小春 桂喜丸 | |                                                                     |
| 第6回 1985年  | ちゃらんぽらん         | 桂喜丸                               | 桂三馬枝                                                 | 【漫才の部】 岡けん太・ゆう太 ひろみ・ゆか まるむし商店 ? 【落語の部】 ?                                 | |                                                                     |
| 第7回 1986年  | 非常階段               | 桂枝女太                             | ソフィア                                                 | 【漫才の部】 松竹梅 ザ・ポテト まるむし商店 【落語の部】 桂三太 笑福亭伯枝                               | |                                                                     |
| 第8回 1987年  | どんきほ〜て           | 桂花枝                               | メンバメイコボルスミ11                                   | 【漫才の部】 リットン調査団 前田・平田 ベジタブル らいむ・らいと ? 【落語の部】 笑福亭伯枝 ?             | |                                                                     |
|               | 漫才の部 最優秀新人賞  | 落語の部 最優秀新人賞                | 諸芸の部 最優秀新人賞                                    | 審査員奨励賞                                                                                             | 本選進出者 （新人賞）                                                                                     |                                                                     |
| 第9回 1988年  | ヤンキース             | 笑福亭三喬                           | ミモ・ファルス                                           | ライム・ライト                                                                                           | 【漫才の部】 オールディーズ 和光亭幸助・福助 ビッグブラザーズ 【諸芸の部】 久保田洸生 【落語の部】 桂坊枝 |                                                                     |
|               | 最優秀新人賞           | 漫才の部 優秀新人賞                  | 落語の部 優秀新人賞                                      | 諸芸の部 優秀新人賞                                                                                      | 本選進出者 （新人賞）                                                                                     |                                                                     |
| 第10回 1989年 | 月亭かなめ・ぜんじろう | パールピアス                         | 笑福亭岐代松                                             | 130R | 【漫才の部】 中田はじめ・圭祐 TEAM-0 【諸芸の部】 三角公園USA 辰巳邦彦 【落語の部】 桂三風                |                                                                     |
|               | 最優秀新人賞           | 優秀新人賞                           | 優秀新人賞                                               | 審査員特別賞                                                                                             | 本選進出者 （新人賞）                                                                                     |                                                                     |
| 第11回 1990年 | ベイブルース           | 中田はじめ・圭祐                     | 未来世紀01・02                                           | シンデレラエキスプレス                                                                                   | ぴのっきを あ!リトル サムソンズ 宮川ゆき・くみ 桂三風                                                     |                                                                     |
| 第12回 1991年 | TEAM-0                 | ティーアップ                         | 桂米裕                                                   | ぴのっきを                                                                                               | FuJi-WaRa 永里敦 サムソンズ 岩崎直哲 どすこい隊                                                           |                                                                     |
|               | 最優秀新人賞           | 優秀新人賞                           | 優秀新人賞                                               | 審査員特別賞                                                                                             | 審査員特別賞                                                                                              | 本選進出者 （新人賞）                                               |
| 第13回 1992年 | ナインティナイン       | 雨上がり決死隊                       | 犬丸兄弟                                                 | よゐこ                                                                                                   | トゥナイト                                                                                                | FUJIWARA バッファロー吾郎 桂団朝 笑福亭鶴笑                         |
|               | 最優秀新人賞           | 優秀新人賞                           | 優秀新人賞                                               | 審査員特別賞                                                                                             | 本選進出者 （新人賞）                                                                                     |                                                                     |
| 第14回 1993年 | やるじゃねぇかーず     | 矢野・兵動                           | 笑福亭鶴笑                                               | 電車道                                                                                                   | ジャリズム ダックスープ 千原兄弟 チュパチャップス へびいちご 桂米裕                                       |                                                                     |
|               | 最優秀新人賞           | 優秀新人賞                           | 優秀新人賞                                               | 審査員特別賞                                                                                             | 審査員特別賞                                                                                              | 本選進出者 （新人賞）                                               |
| 第15回 1994年 | ますだおかだ           | 千原兄弟                             | ダックスープ                                             | 水玉れっぷう隊                                                                                           | ジャリズム                                                                                                | アップスタート T･K･O のイズ 誉                                      |
|               | 最優秀新人賞           | 優秀新人賞                           | 優秀新人賞                                               | 審査員特別賞                                                                                             | 本選進出者 （新人賞）                                                                                     |                                                                     |
| 第16回 1995年 | 海原やすよ・ともこ     | ゆんぼー                             | 誉                                                       | メッセンジャー                                                                                           | アップスタート 中川家 スミス夫人 のイズ LaLaLa 杉岡みどり                                                 |                                                                     |
| 第17回 1996年 | 中川家                 | プラスチックゴーゴー                 | 美濃・長岡                                               | 高僧・野々村                                                                                             | コントーズ 2丁拳銃 オセロ ビリジアン LaLaLa やぶからボー                                                  |                                                                     |
|               | 最優秀新人賞           | 優秀新人賞                           | 優秀新人賞                                               | 審査員特別賞                                                                                             | 審査員特別賞                                                                                              | 本選進出者 （新人賞）                                               |
| 第18回 1997年 | ハリガネロック         | 2丁拳銃                              | サバンナ                                                 | シンドバット                                                                                             | 桂吉弥 | おはよう。 COWCOW シェイクダウン スクラッチ 高僧・野々村 ビリジアン |
| 第19回 1998年 | COWCOW                 | 陣内智則                             | シャンプーハット                                         | アメリカザリガニ                                                                                         | スクラッチ                                                                                                | 次長課長 シンクタンク $10 ビリジアン ルート33                       |
|               | 最優秀新人賞           | 優秀新人賞                           | 優秀新人賞                                               | 審査員特別賞                                                                                             | 本選進出者 （新人賞）                                                                                     |                                                                     |
| 第20回 1999年 | Over Drive             | ルート33                             | りあるキッズ                                             | 満 | オーケイ 次長課長 ZIPPER ストリーク ソブリオ デモしかし                                                   |                                                                     |
| 第21回 2000年 | フットボールアワー     | チュートリアル                       | ランディーズ                                             | レイザーラモン                                                                                           | オーケイ キングコング ロザン 君と僕 ブラックマヨネーズ 桂米吉                                             |                                                                     |
| 第22回 2001年 | キングコング           | ビッキーズ                           | オーケイ                                                 | 君と僕                                                                                                   | シュガーライフ ババリア ブラックマヨネーズ ランチ ロザン レギュラー                                       |                                                                     |
| 第23回 2002年 | レギュラー             | ブラックマヨネーズ                   | 麒麟                                                     | 西中サーキット                                                                                           | シュガーライフ せんたくばさみ 友近 NON STYLE ランチ ババリア                                              |                                                                     |
| 第24回 2003年 | チョップリン           | せんたくばさみ                       | 笑い飯                                                   | なかやまきんに君                                                                                         | 浅越ゴエ ダイアン 千鳥 友近 天津 ママ・レンジ ババリア                                                    |                                                                     |
| 第25回 2004年 | 千鳥                   | 南海キャンディーズ                   | 友近                                                     | 安田大サーカス                                                                                           | アジアン ダイアン 天然もろこし とろサーモン NON STYLE ヘッドライト                                        |                                                                     |
| 第26回 2005年 | アジアン               | なすなかにし                         | イシバシハザマ                                           | NON STYLE                                                                                                | エージェント スーパーZ タカオカナ! にのうらご ネゴシックス はだか電球                                     |                                                                     |
| 第27回 2006年 | とろサーモン           | にのうらご                           | 天然もろこし                                             | ネゴシックス                                                                                             | いがわゆり蚊 スーパーZ 田中上阪 日刊ナンセンス ビタミンS ベリー・ベリー                                   |                                                                     |
| 第28回 2007年 | 鎌鼬(現・かまいたち)   | プラスマイナス(現・プラス・マイナス) | いがわゆり蚊                                             | 恋愛小説家                                                                                               | ギャロップ 銀シャリ スマイル 田中上阪 天竺鼠 藤崎マーケット                                               |                                                                     |
| 第29回 2008年 | ギャロップ             | ジャルジャル                         | 銀シャリ                                                 | スマイル                                                                                                 | CUB&MUSI 勝山梶 天竺鼠 のろし ヒカリゴケ モンスターエンジン                                               |                                                                     |
| 第30回 2009年 | 天竺鼠                 | モンスターエンジン                   | 銀シャリ                                                 | ガスマスクガール                                                                                         | いがわゆり蚊 span! ビタミンS 藤崎マーケット 恋愛小説家 和牛                                               |                                                                     |
|               | 最優秀新人賞           | 審査員特別賞                         | 本選進出者 （新人賞）                                    | | |                                                                     |
| 第31回 2010年 | モンスターエンジン     | ウーマンラッシュアワー               | カバと爆ノ介 コマンダンテ さらば青春の光 プリマ旦那 和牛 | | |                                                                     |
|               | 最優秀新人賞           | 優秀新人賞                           | 優秀新人賞                                               | 審査員特別賞                                                                                             | 本選進出者 （新人賞）                                                                                     |                                                                     |
| 第32回 2011年 | ウーマンラッシュアワー | さらば青春の光                       | ソーセージ                                               | トット                                                                                                   | アイロンヘッド 尼神インター さかなDVD プリマ旦那 GAG少年楽団 ダブルアート ミルクボーイ                    |                                                                     |

## 歴代グランプリ受賞者（第33回大会以降）
この回以降は『ABCお笑いグランプリ』として実施。
| 回 | 年     | 優勝               |              |
| -- | ------ | ------------------ | ------------ |
| 33 | 2012年 | かまいたち         |              |
| 34 | 2013年 | ジャルジャル       |              |
| 35 | 2014年 | 天竺鼠             |              |
| 36 | 2015年 | GAG少年楽団        |              |
| 37 | 2016年 | セルライトスパ     |              |
| 38 | 2017年 | 霜降り明星         |              |
| 39 | 2018年 | ファイヤーサンダー |              |
| 40 | 2019年 | エンペラー         |              |
| 回 | 年     | 優勝               | ABEMA賞      |
| 41 | 2020年 | コウテイ           | フタリシズカ |
| 42 | 2021年 | オズワルド         | 空気階段     |
| 43 | 2022年 | カベポスター       | 令和ロマン   |
| 44 | 2023年 | ダブルヒガシ       | 令和ロマン   |
| 45 | 2024年 | 令和ロマン         | フースーヤ   |
| 46 | 2025年 | エバース           | 金魚番長     |